# Glykoprotein CD14
CD14 ("CD" von Cluster of differentiation) ist ein Oberflächen-Protein, das vor allem von Monozyten und Makrophagen von Säugetieren gebildet wird. CD14 hat Opsonin-Rezeptorfunktion und bindet bakterielle Fettsäuren und Peptidoglykane. Zusammen mit TLR4 und mit Lymphozyten-Antigen 96 bildet es den Lipopolysaccharid-Rezeptor.
CD14 ist ein 55kDa großes Glykoprotein, das über einen Glycosylphosphatidylinositol-Anker mit der Zellmembran verbunden ist. In endothelialen Zellen besitzt CD14 eine regulierende Funktion für das Zellüberleben. Wenngleich auch in deutlich geringer Konzentration vorherrschend, führt das Herauslösen von CD14 durch Makrophagen in diesen Zellen zum programmierten Zelltod (Apoptose).
CD14 wird auch in Zellen des Gehirns exprimiert: Es findet sich unter basalen Bedingungen (vor allem in der Mikroglia) in den Leptomeningen, im Plexus choroideus, und entlang der Blutgefäße. Wenn Lipopolysaccharide systemisch (intravenös) verabreicht werden, wird CD14 in diesen Regionen innerhalb der nächsten (1)-3-(24) Stunden vermehrt gebildet. Diese Aktivierung beginnt in den Strukturen mit einer durchlässigeren Blut-Hirn-Schranke, den (circumventrikulären Organen) und setzt sich in tiefere Hirnabschnitte fort.

## Polymorphismen
Mutationen im CD14-Gen wurden in vielen Studien gefunden. So war bei einer Untersuchung von 440 Han-Chinesenkindern das Vorkommen von juveniler idiopathischer Arthritis direkt mit dem Polymorphismus C-159T assoziiert. Dieselbe Mutation stellte in einer Studie mit 170 griechischen Kindern einen Risikofaktor für Hodgkin-Lymphom dar. Eine mögliche Risikoerhöhung für COPD wurde bei der Untersuchung von 250 Rauchern festgestellt.
Eine andere Mutation C-260T ist mit der Schwere des Verlaufs von Krankheiten wie Periodontitis oder Colitis ulcerosa verknüpft.

## Regulation
Die CD14-Expression wird durch TNF-α und IL-1β (in verschiedenen Geweben unterschiedlich) verstärkt (im Sinne einer positiven Rückkoppelung), solange Lipopolysaccharide anwesend sind.